# Karavankák-alagút (közúti)
A Karavankák-alagút (németül Karawankentunnel, szlovénül Predor Karavanke vagy Karavanški predor) egy autópálya-alagút részben Ausztriában, részben Szlovéniában. Az alagút 7864 méter hosszú. Építése 1986-ban kezdődött, átadása 1991. június 1-jén volt. Ez az alagút kapcsolja össze az A11-es autópályát Ausztriában és az A2-es autópályát Szlovéniában.

## Története
Eredetileg két alagutat terveztek, (kétsávos alagút mindkét irányban) de a csekély forgalom ezt nem tette indokolttá, így csak egy alagutat építettek meg irányonként egy forgalmi sávval. Megnyitásakor biztonsági és felügyeleti rendszerekkel a legjobban felszerelt alagutak közé tartozott:
- segélyhívó telefonok
- tűzjelző berendezések
- videokamerás megfigyelőrendszer
- forgalomirányító lámpák
- szén-monoxid érzékelők

1991 júniusának végén, a szlovéniai tíznapos háború kitörésekor az alagút szlovén végét elfoglalta és lezárta a Jugoszláv Néphadsereg. A helyszínen rövid, ám élénk harcok folytak. A határrendészeti épületet nagyon megrongálták a tűzharcban.
2012 májusa óta az ausztriai oldalon egy un. Thermoportal (hőmérsékletet mérő kapu) lett kiépítve, mellyel a túlmelegedett fékű tehergépkocsik kiszűrhetőek. Ilyesfajta berendezés egyedülálló Európa szerte.

## Lásd még
- Karavankák-alagút (vasúti)

## Fordítás
- Ez a szócikk részben vagy egészben az Karawanken Tunnel (motorway) című angol Wikipédia-szócikk fordításán alapul.  Az eredeti cikk szerkesztőit annak laptörténete sorolja fel. Ez a jelzés csupán a megfogalmazás eredetét és a szerzői jogokat jelzi, nem szolgál a cikkben szereplő információk forrásmegjelöléseként.